# Galactia sparsiflora
Galactia sparsiflora är en ärtväxtart som beskrevs av Paul Carpenter Standley och Julian Alfred Steyermark. Galactia sparsiflora ingår i släktet Galactia och familjen ärtväxter. Inga underarter finns listade i Catalogue of Life.